# I. B třída Karlovarského kraje 2003/2004
I. A třídu Karlovarského kraje (jednu ze skupin 7. nejvyšší fotbalové soutěže) hrálo v sezóně 2003/2004 14 klubů. Vítězem a postupujícím se stalo mužstvo FK Nová Role, postup si zajistil i druhý a třetí tým TJ Baník Vintířov a OSS Lomnice. Sestoupily poslední tři týmy TJ Sokol Lipová, TJ Strunal Luby a SK Olov.

## Systém soutěže
Kluby se střetly v soutěži každý s každým dvoukolovým systémem podzim–jaro, hrály tedy 26 kol.

## Výsledná tabulka
| Poř. | Tým                     | Z  | V  | R | P  | VG | OG | B  |
| ---- | ----------------------- | -- | -- | - | -- | -- | -- | -- |
| 1.   | TJ Nové Sedlo           | 26 | 18 | 5 | 3  | 60 | 25 | 59 |
| 2.   | TJ Baník Vintířov       | 26 | 16 | 6 | 4  | 58 | 25 | 54 |
| 3.   | OSS Lomnice             | 26 | 13 | 8 | 5  | 54 | 45 | 47 |
| 4.   | FK Nejdek               | 26 | 12 | 6 | 8  | 58 | 38 | 42 |
| 5.   | TJ Sokol Citice         | 26 | 11 | 5 | 10 | 51 | 48 | 38 |
| 6.   | TJ Sokol Dolní Žandov   | 26 | 9  | 8 | 9  | 29 | 28 | 35 |
| 7.   | TJ Jiskra Hranice       | 26 | 9  | 7 | 10 | 45 | 49 | 34 |
| 8.   | SK Kraslice             | 26 | 9  | 7 | 10 | 55 | 54 | 34 |
| 9.   | TJ Sokol Lázně Kynžvart | 26 | 9  | 5 | 12 | 43 | 52 | 32 |
| 10.  | TJ Jáchymov             | 26 | 8  | 7 | 11 | 28 | 43 | 31 |
| 11.  | TJ DDM Stará Role „B“   | 26 | 7  | 7 | 12 | 42 | 55 | 28 |
| 12.  | TJ Sokol Lipová         | 26 | 7  | 4 | 15 | 39 | 53 | 25 |
| 13.  | TJ Strunal Luby         | 26 | 6  | 7 | 13 | 38 | 59 | 25 |
| 14.  | SK Oloví                | 26 | 3  | 8 | 15 | 24 | 50 | 17 |

Poznámky:
- Z = Odehrané zápasy; V = Vítězství; R = Remízy; P = Prohry; VG = Vstřelené góly; OG = Obdržené góly; B = Body; (S) = Mužstvo sestoupivší z vyšší soutěže; (N) = Mužstvo postoupivší z nižší soutěže (nováček)

|  | Postup do I. A třídy Karlovarského kraje 2004/2005 |
|  | Sestup do příslušného okresního přeboru            |